# Benarrabá

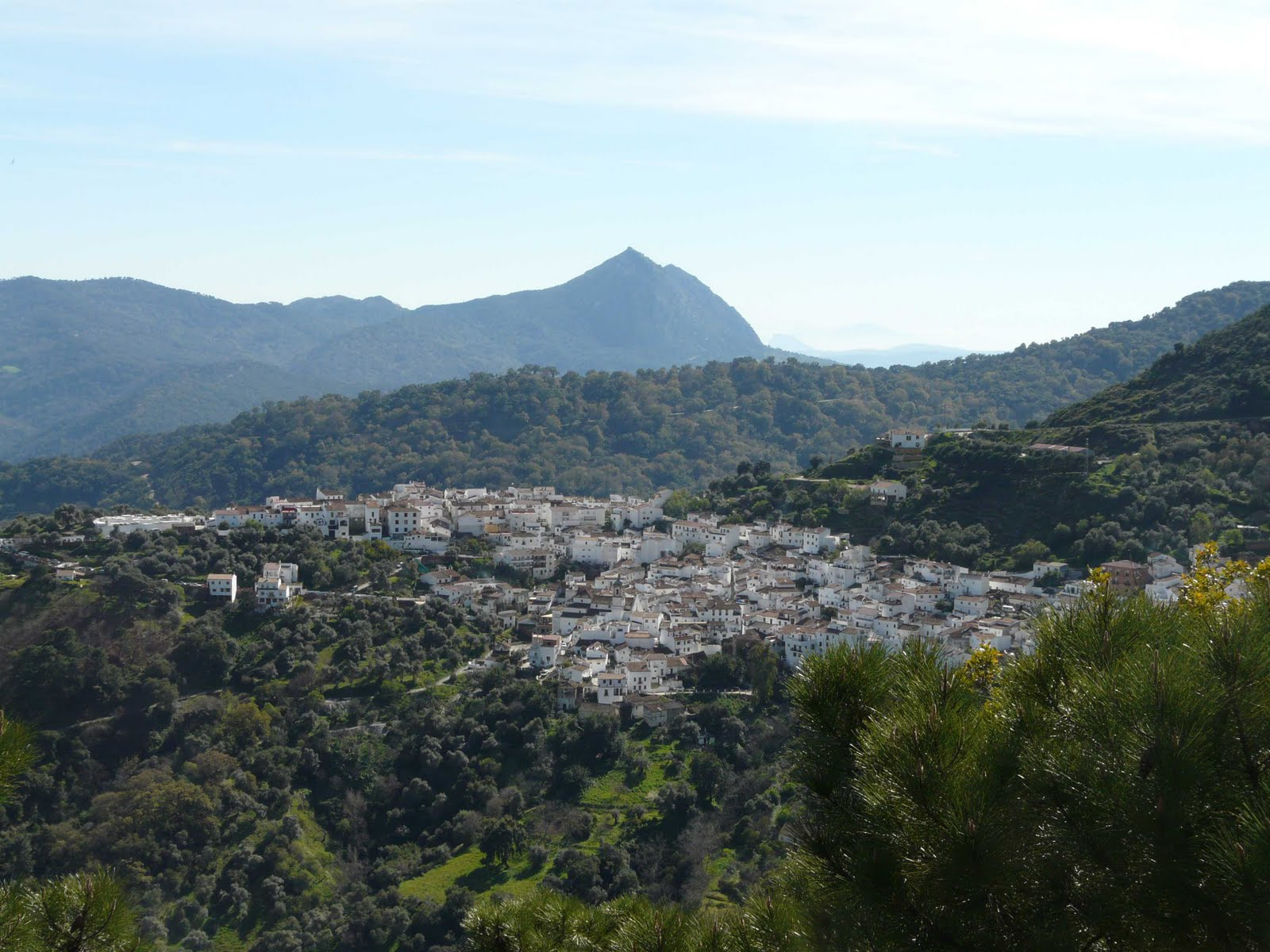
Benarraba

Benarrabá es un municipio español de la provincia de Málaga, Andalucía, situado en el oeste de la provincia en el Valle del Genal, siendo una de las poblaciones que conforman la comarca de la Serranía de Ronda. 
En cuanto a su geografía cuenta con un territorio predominantemente montañoso, bañado por los ríos Guadiaro y Genal. Ocupa una extensión de 24,90 km cuadrados. 
Encontramos una gran variedad de paisajes, destacando la frondosa ribera del Genal, la cual dispone de zonas de baño como: Los Lobos, Los Pepes, El Reventón, La Peña... 
Estos paisajes van desde Las Cribanas a zonas de bosque mediterráneo como el Cotillo o las zonas de los montes propios donde se encuentran los mejores bosques de quejigos y alcornoques del valle del Genal. 
Esta bonita villa cuenta con preciosos miradores en el monte Porón, El Peñón, y la sierra de Frontales, frontera natural entre los dos valles. 
En el valle del Guadiaro se suavizan los desniveles y el paisaje montañoso da paso a la campiña donde abunda el grano y el ganado. 
Aquí se encuentra el monumento natural desde el 2003 llamado “El cañón de las Buitreras”, esta angostura del río Guadiaro tiene dos paredes pétreas de más de 100 metros de profundidad unidas por el puente de los alemanes, en sus huecos el buitre leonado anida de ahí su nombre. 

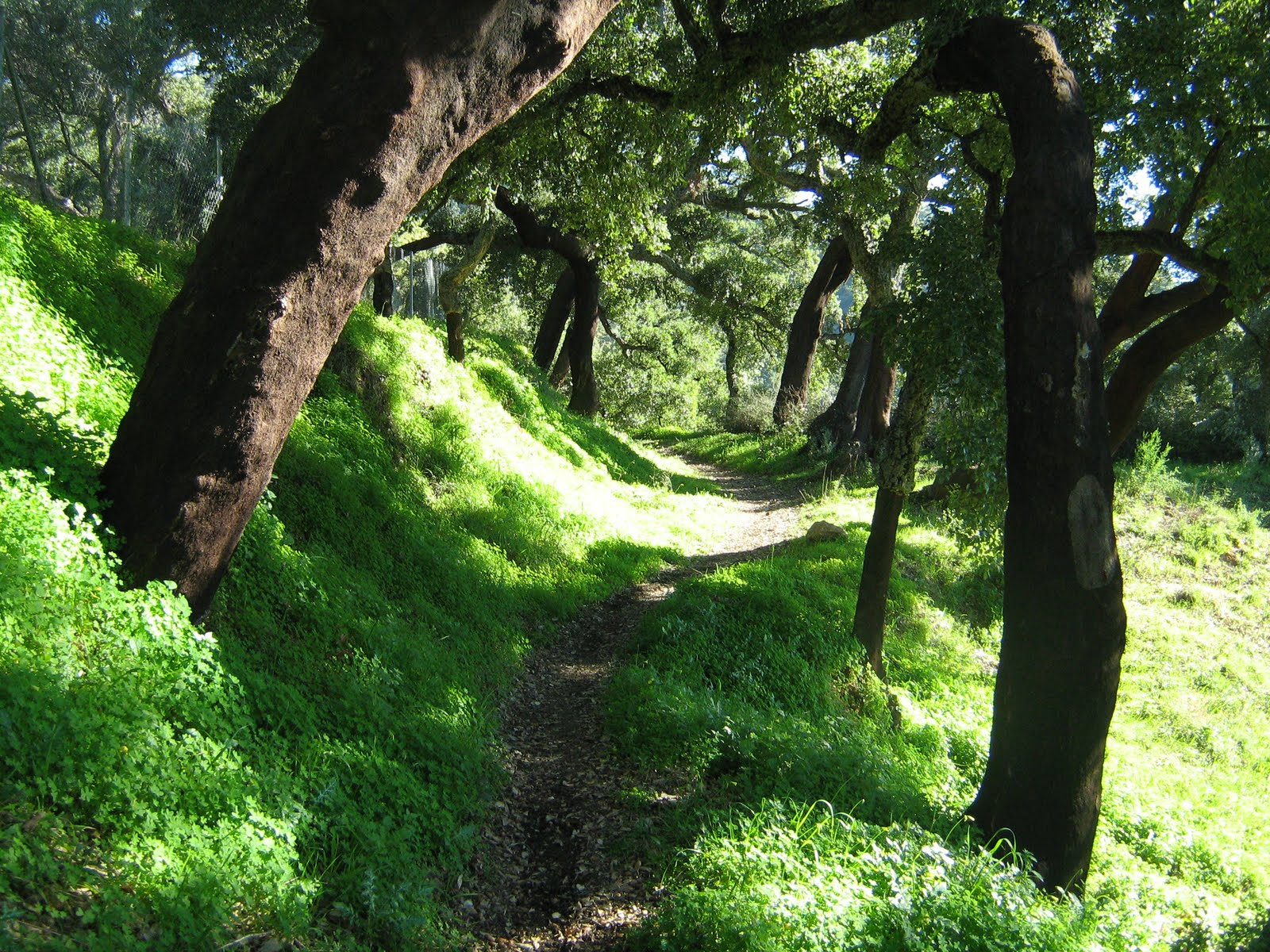
benarraba

Por carretera se halla situado a 69 km de Algeciras, 135 km de Málaga y a 668 km de Madrid. Entre 2000 y 2005 ha perdido 70 habitantes, pasando de 630 a 560 (datos del INE).

## Origen de la Villa
Los orígenes de esta villa se remontan a la época islámica.
La villa fue levantada sobre la ladera del monte Porón por la tribu bereber Banu Rabbah (hijos de Rabbah). En cuya cima hubo un castillo que atalayaba numerosos poblados de la zona como Gaucín, Jubrique, Genalguacil, Algatocín, etc. Cuenta la leyenda que dicho castillo comunicaba subterráneamente con las fortalezas de Gaucín y Casares. 
Su ubicación en la ladera del monte Porón generó el entramado de callejuelas propios de su fisonomía musulmana, destacando la cúpula de azulejos de la torre de la iglesia parroquial, su más notable edificación, junto a las casas dieciochescas y la ermita.
De época romana existen vestigios en el Puerto de las Eras. También existió una vía que pasaba por las inmediaciones y que uniría las ciudades romanas de Lacipo y Arunda. 

## Geografía humana

### Demografía
Cuenta con una población de 462 habitantes (INE 2024).
| Gráfica de evolución demográfica de Benarrabá entre 1842 y 2021                                                       |
| |
| Población de derecho según los censos de población del INE. Población de hecho según los censos de población del INE. |

### Economía

#### Evolución de la deuda viva municipal
| Gráfica de evolución de Deuda viva del Ayuntamiento de Benarrabá entre 2008 y 2019                                |
| |
| Deuda viva del Ayuntamiento de Benarrabá en miles de Euros según datos del Ministerio de Hacienda y Ad. Públicas. |

## Política y administración
La administración política del municipio se realiza a través de un Ayuntamiento de gestión democrática cuyos componentes se eligen cada cuatro años por sufragio universal. El censo electoral está compuesto por todos los residentes empadronados en Benarrabá mayores de 18 años y nacionales de España y de los restantes Estados miembros de la Unión Europea. Según lo dispuesto en la Ley del Régimen Electoral General, que establece el número de concejales elegibles en función de la población del municipio, la Corporación Municipal de Benarrabá está formada por 7 concejales.

## Lugares de interés
- Ermita de Santo Cristo de la Vera Cruz
- Iglesia de Ntra. Sra. de la Encarnación
- Casa Lola

## Fiestas
- Mercado hebreo

El Mercado Hebreo surgió como apuesta de la Asociación Cultural Veracruz (Benarrabá) de crear un ambiente propicio para la representación popular del Auto Sacramental de los Reyes Magos, que se representara en el pueblo el día 5 de enero.
El domingo día 2 de enero la calle Pósito se convierte en el centro de una población medieval, donde gran parte de la población va vestida para la ocasión. La calle esta llena a ambos lados de puestos donde se pueden conseguir productos de la comarca, también existen numerosos bares para degustar los típicos platos del municipio, deliciosamente elaborados. 
Cada año se realizan una serie de actividades que difícilmente pueden encontrar en otros lugares y de las que se llevarán algún recuerdo. Algunas de estas pueden ser: degustación de gachas y mosto del terreno, competiciones infantiles, actividades de aventura y baile de época. Habrá sabores y olores de otros tiempos, todo artesanal. 
Como en toda fiesta de aquellos tiempos habrá danzas, en la que participarán desde las personas más jóvenes a las más experimentadas. Y como buen fin de fiesta medieval el fuego hará acto de presencia.
- Cabalgata de Reyes Magos

Se realiza un representación en vivo, por parte de vecinos del municipio, de varias escenas del Auto Sacramental de los Reyes Magos. 
Es una tradición que tuvo lugar por primera vez en la primera mitad del siglo XX y que tiene lugar el día 5 de enero a partir de las 21:00 h de la noche aproximadamente. Los vecinos del pueblo (tanto niños, como jóvenes, como adultos) representan a pajes, reyes, pastores, consejeros y angelitos, formando un cortejo guiado por una estrella (que es transportada por el mejor burro del pueblo y "Miguelito") al igual que cuenta la tradición. Los Reyes Magos cabalgan a lomos de mulos engalanados para una ocasión tan especial. 
La representación se divide en 5 actos, cada uno de ellos se representa en una parte del pueblo, durante el transcurso de un acto a otro los reyes magos a lomos de los mulos son acompañados por los espectadores y van lanzando caramelos. Todo ello con el coro de Benarrabá cantando villancicos. El primer acto se realiza en la Plaza Veracruz: se representa la llegada de José y María a Belén buscando posada. El segundo acto se lleva a cabo en la entrada del Hotel Banu Rabbah, en el los Reyes Magos se encuentran y comienzan a hablar sobre las estrellas y sobre lo que dice cada una, mostrando gran alboroto al encontrar el augurio del nacimiento del Hijo de Dios. En el tercer acto, junto a una gran fogata, se encuentran los Reyes y un grupo de pequeños pastorcitos. Estos les cuentan maravillas sobre el niño Dios, los regalos que le hicieron y dónde está. En el cuarto acto se realiza en el ayuntamiento (la casa de Herodes, la cual está protegida por sus soldados) se interpreta las visitas de los Reyes de Oriente al rey de Israel, Herodes, para preguntarle sobre el lugar donde ha de nacer el Mesías, siendo los escribas de Herodes los que leen la profecía. El quinto acto, se realiza en la "fuente mala", lugar donde se instaura el portal de Belén. Aquí se representa el deseado encuentro dónde cada Rey Mago adora al niño y, en prueba de su devoción, cada uno le lleva un regalo.
Por último, se entregan los regalos en la Iglesia. Cada rey Mago va llamando uno por uno a todos los niños que tienen sus regalos en la Iglesia.
Si las condiciones meteorológicas no acompañaran, es decir, si llueve toda la representación se hace dentro de la iglesia.
Esta representación tiene un gran influencia de público y es muy conocida por la provincia de Málaga, debido al realismo y al sentimiento que despierta en todo el público.
- San Sebastián

Festividad en honor al patrón de Benarrabá, San Sebastián.
Tiene lugar una procesión en honor al santo, tras la misma, se realiza una verbena popular en la que se puede disfrutar de música y baile hasta bien entrada la noche. Dependiendo de la meteorología se llevará a cabo en alguna de las calles céntricas del pueblo, normalmente en la puerta del Ayuntamiento, o en algún local cubierto.
Himno a San Sebastián: "Triunfo y gloria al mártir romano, que el vergel de su vida regó, con la sangre de doble martirio, y ... a Dios se ha ofrecido en solemne ablación. Vemos flechas que hieren tu pecho, y tu corazón late desecho, porque ansía una gloria eternal, y en la lucha sublime y ferviente, Sebastián vencerá irreverente, elevará al cielo la palma triunfal. Tu firmeza resuena en el cielo, como canto que lleva el anhelo, de tu vida la vi de ofrecer, y con nuevo valor sobrehumano, ha despecho de impío tirano. Tus labios proclaman de Cristo la fe. Triunfo y gloria al mártir romano, que el vergel de su vida regó, ..."
- 'Carnavales'

Los carnavales en Benarrabá tuvieron su auge en los año 90 después decayeron y ahora se están intentando recuperar. 
La fecha que se establece para los mismos no es fija de un año para otro, pero suelen ser en un fin de semana de la primera quincena de febrero. Durante estos días se hacen concursos de disfraces, hay actuaciones de agrupaciones carnavalescas, como chirigotas y comparsas, formadas por vecinos del pueblo.
Es una fiesta en la que la diversión, el buen humor, la creatividad, la originalidad, etc. son los protagonistas.
- Feria Gastronómica de la Serranía de Ronda

Tuvo origen en el año 2002 con la finalidad de dar a conocer los productos de nuestra comarca y crear un acontecimiento turístico que atrajese y diese a conocer nuestro pueblo.
Se organiza en la plaza del pueblo (Plaza de la Veracruz), con la instalación de una carpa, para que la meteorología no sea un condicionante, dentro de la cual se colocan los stands de las diferentes empresas, además de un escenario donde se realizan actividades todos los días. 
Suele durar cuatro días, la primera opción es el Puente del Día de Andalucía; si en esa fecha no hay puente se realiza o en Semana Santa o en el puente del Primero de Mayo. Las actividades que se realizan tienen un carácter gastronómico, se potencia la cocina en directo y todos las empresas realizan degustaciones. También los bares y restaurantes de la comarca montan sus stands y se crea gran ambiente en el recinto.
- Semana Santa

La singularidad de la Semana Santa en Benarrabá se contempla el Viernes Santo por la mañana, la imagen del Cristo de la Vera Cruz sale en procesión en el tradicional Vía Crucis, recorriendo las calles del pueblo y visitando a los enfermos. A las 11 de la noche sale en procesión la Virgen de la Soledad desde la Iglesia de la Encarnación y todo el pueblo a oscuras, es iluminado a través de las velas que portan las personas que acuden a la procesión.
- El huerto del niño

La tradición de esta fiesta tan popular como única, el sábado de Gloria por la noche los mozos del pueblo salen a los huertos del pueblo par recoger toda clase de hortalizas ramos de naranjas y limones, todo esto cargando con el trono de San Juan. Luego, lo siembran todo en la plaza de la Vera Cruz, formando el tradicional Huerto del Niño. 
El Domingo de Resurrección a las 10,00 h. se celebra la Santa Misa y salen en procesión San Juan, cargado de naranjas y limones, y la Virgen en busca de su Hijo. En este encuentro se representa el momento en que la Virgen María pregunta a San Juan por el paradero del Niño y este le informa de que lo ha visto en el Huerto. Entonces se dirigen hacia allí para encontrarse con Él. 
Una vez acabado el encuentro, que es realizado en la plaza, la gente del pueblo se acercan al huerto para participar en la subasta de los donativos. Durante toda la mañana los vecinos van donando animales, plantas, hortaliza, etc., que después serán subastados y el dinero recaudado se destinará a obras benéficas.
Entorno: Plaza de la Vera Cruz con la Ermita del mismo nombre al fondo. 
El Domingo de Resurrección a las 10,00 h. se celebra la Santa Misa y salen en procesión San Juan, cargado de naranjas y limones, y la Virgen en busca de su Hijo. En este encuentro se representa el momento en que la Virgen María pregunta a San Juan por el paradero del Niño y este le informa de que lo ha visto en el Huerto. Entonces se dirigen hacia allí para encontrarse con Él. Por último, las gentes del pueblo se acercan para dar donativos y comprar las hortalizas. Entorno: Plaza de la Vera Cruz con la Ermita del mismo nombre al fondo. La singularidad de la Semana Santa en Benarrabá se contempla el Viernes Santo por la mañana, la imagen del Cristo de la Vera Cruz sale en procesión en el tradicional Vía Crucis, recorriendo las calles del pueblo y visitando a los enfermos. A las 11 de la noche sale en procesión la Virgen de la Soledad desde la Iglesia de la Encarnación. 
- Romería de San Juan

El día de San Juan, en otros lugares costeros se celebra en las playas con hogueras, fogatas y "mojándose" los pies, en este municipio se lleva a cabo una romera celebrada en un amplio espacio situado en la confluencia de los ríos Genal y Almarchal, en el descansadero de ganado de las “Escribana”.
Hay gran cantidad de gente que se queda acampada cerca del río, es el inicio de la época de baño en el río. 
La fiesta se ameniza con música, servicio de barra, torneo de fútbol y la correspondiente carrera de cintas entre las diferentes peñas caballistas de los pueblos del alrededor. La Celebración se hace conjuntamente con Genalguacil. 
Accesos: Desde Benarrabá hay un carril, asfaltado en gran parte, que se dirige hacia el río. También hay una vereda. 
- Semana Cultural

Durante este semana de agosto todo los días hay todo tipo de actividades culturales. Se realiza con el objetivo de: dar a conocer los aspectos culturales de nuestro pueblo y de la comarca.
Hay un lugar para nuestros mayores donde cuentan sus vivencias y transmite su forma de vida tan diferente a la que hoy tenemos. Siempre hay lugar para los artesanos, los pequeños demuestran sus habilidades.
Lo fundamental es compartir el tiempo, los espacios, las sensaciones, las emociones, las conversaciones, las experiencias, los conocimientos... la vida con los que forman parte y hacen crecer nuestras raíces.
- Festival de flamenco "Luna Mora del valle del Genal"

Este festival se inició en el año 2004. Se lleva a cabo en el mes de agosto, debido a la mayor presencia de vecinos en el municipio. Normalmente es la actividad que se lleva a cabo el sábado de la semana cultural. 
Tiene gran éxito porque vienen artistas con renombre en el panorama nacional de Cante flamenco y por la participación de algunos vecinos del pueblo. 
- Feria patronal de San Miguel Arcángel

Son fiestas patronales en honor a San Miguel Arcángel que incluyen actividades culturales y feria durante cuatro días. Toda la actividad se realiza en la Plaza Veracruz.
Los días de feria se eligen dependiendo del día en el que caiga el patrón. Como cada año, Benarrabá vive intensamente la fiesta con la Feria de Día y las verbenas nocturnas, por lo que el ambiente se mantiene en toda la jornada.
Durante estos días de feria el pueblo se convierte en sede de concursos, bailes y campeonatos deportivos. Desde fútbol sala, campeonato de Andalucía de Trial-bike, concurso de tiro al plato, carrera de cintas a caballo...
Además, durante todo el fin de semana habrá baile amenizado por varias orquestas, actuación de los grupos infantiles de baile del municipio y un paseo de caballos. 
El día del patrón, es el día grande, cuya imagen se procesiona por las calles del pueblo acompañado por la Banda de Música de Benarrabá. 
Himno a San Miguel:
"Miguel, Gabriel, Rafael, los espíritus señeros y arcángeles mensajeros de Dios, que estáis junto a él A vuestro lado se siente Alas de fiel protección, incienso de la oración y el corazón obediente. “¿Quién como Dios?” es la enseña, es el grito de Miguel, y el orgullo de Luzbel al abismo de despeña. Gabriel trae la embajada divina, y le lleva al Padre El “sí” de la Virgen Madre, del Sol de Cristo alborada. Por la ruta verdadera Rafael nos encamina y nos da la medicina que cura nuestra ceguera. Dios que nos diste a los ángeles por guías y mensajeros, danos el ser compañeros del cielo de tus arcángeles. Amén."